# Кринички (Донецкая область)
Кринички (укр. Кринички) — посёлок в Амвросиевском районе Донецкой области Украины. Находится под контролем самопровозглашенной Донецкой Народной Республики.

## География

#### Соседние населённые пункты по странам света
С: —
ССЗ: Петровское
СВ: Сауровка, Тараны, Степановка, Мариновка
З: Артёмовка, Красный Луч, Овощное, Великое Мешково
В: Григоровка, Семёновка, Новопетровское
ЮЗ: Рубашкино, Карпово-Надеждинка
ЮВ: Алексеевское
Ю: Житенко

## Население
Население по переписи 2001 года составляло 26 человек.

## Общая информация
Почтовый индекс — 87340. Телефонный код — 6259. Код КОАТУУ — 1420681004.

## Местный совет
87340, Донецкая область, Амвросиевский район, с. Артемовка, ул.Шевченко, 45, 39-4-18